# Anarquistas, Graças a Deus (minissérie)
Anarquistas, Graças a Deus é uma minissérie brasileira produzida e exibida pela TV Globo de 7 de maio a 17 de maio de 1984, em 9 capítulos. 
Escrita por Walter George Durst, adaptando o romance homônimo autobiográfico de Zélia Gattai, foi dirigida por Walter Avancini.

## Enredo
Através das lembranças da menina Zélia, desenrola-se o cotidiano da família Gattai, imigrantes italianos que vieram para o Brasil perseguindo o sonho da Colônia Santa Cecília, reduto anarquista, e que viveram em São Paulo nos anos 10 e 20, acompanhando o crescimento da cidade. A relação amorosa com os pais Ernesto e Angelina, e o convívio com a empregada Maria Negra, o Nonno, e os quatro irmãos mais velhos: Remo, Vanda, Vera e Tito.

## Elenco
| Interprete                | Personagem         |
| ------------------------- | ------------------ |
| Débora Duarte             | Angelina Gattai    |
| Ney Latorraca             | Ernesto Gattai     |
| Daniele Rodrigues         | Zélia Gattai       |
| Marcos Frota              | Remo Gattai        |
| Christiane Rando          | Vanda Gattai       |
| Lilian Vizzachero         | Vera Gattai        |
| Afonso Nigro              | Tito Gattai        |
| Gianni Ratto              | Nonno              |
| Paulo Hesse               | Amadeo Strambi     |
| Umberto Magnani           | Tio Guerrando      |
| Homero Kossac             | Tio Ibrahim        |
| Solange Theodoro          | Tia Eugênia        |
| Eleonor Bruno             | Zora               |
| Luiz Guilherme            | Orestes            |
| Bárbara Fazio             | Ada                |
| Felipe Donavan            | Edmundo            |
| Cristina Medeiros         | Leoni              |
| Vera Barbosa              | Salma              |
| Christiane Tricerri       | Marie              |
| Zenaide Pereira           | Maria Negra        |
| Marta Overbeck            | Margarida          |
| Denis Derkian             | Zé do Rosário      |
| Andréa L'Abbte            | Mário Bonfanti     |
| José de Abreu             | Angelim            |
| Maria Eugênia de Domênico | Josefina           |
| Pepone                    | Arnaldo Gattai     |
| Linda Gay                 | Vicenza            |
| Paulo Gorgulho            | Hugo               |
| Antonio Petrin            | Roque              |
| Ademilton José            | Luiz da Farmácia   |
| Sergio Ropperto           | Tio Aurélio        |
| Rio Novello               | Seu Gino           |
| David Leroy               | Antônio            |
| George Otto               | Teruccio Celentano |
| Jane Lene Santana         | Clélia             |
| Carlos Capelleti          | Miguel             |

## Exibição
Foi reprisada em cinco capítulos entre 30 de dezembro de 1985 a 3 de janeiro de 1986, às 16h50.

### Outras mídias
Em julho de 2008 foi lançada em DVD, pela Globo Marcas.
Em 29 de maio de 2023, foi disponibilizada na íntegra pelo Globoplay, como parte do Projeto Resgate.

## Trilha Sonora
Capa: Débora Duarte, Ney Latorraca, Marcos Frota, Lilian Vizzacchero, Christiane Rando, Afonso Nigro, Daniele Rodrigues e Zenaide Pereira
01. Mattinata - Mario Del Monaco
02. Comme Facette Mammeta - Sergio Franchi
03. Core"Ngrato - Mario Lanza
04. Torna A Surriento - Beniamino Gigli
05. Una Furtiva Lagrima - Placido Domingo
06. Santa Lucia - Tito Schipa
07. Quel Mazzolin Di Fiori - Luciano Tajoli (tema de abertura)
08. Musica Probita - Beniamino Gigli
09. Un Amore Cosi" Grande - Mario Del Monaco
10. Tarantella - Mangini Coletti
11. O Sole Mio - Tito Schipa
12. Serenata - Armando Sorbara
13. E Lucevan La Stelle - Placido Domingo
14. Nabucco: Va Pensiero... - Robert Shaw Choracle & Orchestra